# 沙先贵
沙先贵（1961年10月—），回族，安徽霍邱人。曾任中共贵州省黔南布依族苗族自治州委常委、瓮安县委书记。2014年6月因受贿被开除党籍、公职。2014年12月因受贿罪被判处有期徒刑11年。
沙先贵研究唐宋诗词、明清小说、元明戏曲以及佛学。发表论文100多篇，出版专著15部，近1000万字。

## 著作
- 辞典系列3本：《中国五大名著妙语辞典》、《水浒辞典》、《元曲妙语辞典》；
- 文化解读系列2本：《毛泽东诗词文化解读》、《水浒文化解读》；
- 名著语典系列5本：《三国演义语典》、《水浒传语典》、《西游记语典》、《金瓶梅语典》、《红楼梦语典》；
- 历史发现三部曲系列3本：《发现长顺》、《发现白云山》、《发现红色之路》；
- 民俗文化系列1本：《中华节日灯谜大观》；
- 文化鉴赏系列1本：《罗甸奇石鉴赏》；